# 양대원
양대원(梁大原, Yang Dae-won, 1966)은 기하학적 페인팅과 회화로 유명한 한국의 작가이다. 경기도 양평 출신으로, 세종대 화학과와 동대학원 미술학과를 졸업했다. 한국을 비롯, 프랑스와 타이베이 등지에서 개인전을 열었고, 다수의 그룹전과 기획전에 초청받고 있다.

## 생애
1966년 경기도 양평에서 태어났다. 1993년 세종대학교 자연과학대학 화학과를 졸업하고, 1996년 동대학원 미술학과(서양화과)를 졸업했다. 고교시절 미대에 진학하고 싶었지만, 부모님 반대로 화학 전공자로서 대학을 다니면서도 줄곧 혼자 작업해왔다. 결국 대학원 서양화과에 진학하며, 서양화가로서의 본격적인 길에 가속도를 더한다. 작가로서의 지속적 실험정신과 몰입은 결국 예술계와 학계에서 인정을 받는 작가로 성장하게 되고 개인전, 그룹전 특히 프랑스 노르망디 레지던스에서의 경험을 통해 더욱 작품의 예술성과 함의성을 인정받게 된다. 사비나미술관, 금호미술관, UsineUtopik등 에서20여 회에 이르는 개인전과 서울시립미술관 2013 [자유아재], 2012 경기도미술관 [미술에 꼬리달기], 2011 사바나미술관[Study]등 그룹전을 가지며 지속적으로 발전하고 있다. 공산미술제(동아그룹) 우수상, 송은미술대상전(송은문화재단) 미술상, 대한민국미술대전 비구상부문 등에서 수상한 경력이 있으며, 주요 작품 소장처로는 국립현대미술관, 경기도미술관, 광주시립미술관, 경기문화재단, 송은문화재단 등이 있다. 2001년부터 현재까지 성균관대학교, 성신여자대학교 등지에서 꾸준히 후학양성을 위해 힘쓰고 있다.

## 작업방식과 주제

### 작업방식
양대원의 그림과 작업방식은 평범하지 않다. 동양화 재료인 한지를 자신만의 방식으로 두툼하게 만들고, 그 위에 토분을 바르고 지우는 과정을 수없이 반복하고, 송곳을사용해 선을 긋는다. 캔버스에 물감으로 그리는 일반적인 그림이 아니다. 한지와 천을 배접해서 만든 캔버스는 양대원의 자체 제작 시스템의 산물이다. 작업 연대기마다 황토색 질감이 살아있는 배접한 캔버스가 등장하는데, 캔버스를 흙물로 씻어내면서 요철이 있는 표면의 재질감이 생겨난다. 두께나 부피보다 표면의 질감에 강조점이 놓인 캔버스 위로, 불투명한 단색 안료가 그래픽 도안처럼 올라가는데, 은은한 황토색 재질감 때문에 그래픽 디자인과는 다른 변별력이 유지된다. 원형(circle)같은 도형들을 변형시킨 기본 단위들로 구성된 양대원의 화면은 기본 단위인 그리드(grid)를 무한히 변형시켜서 화면을 채워나간 몬드리안의 자기 완결적 화술을 연상하게 한다. 작가가 외계에서 차용하는 아이디어도 자기완결성에 대한 그의 편집증을 느끼게 한다.
그의 작품은 화판부터 실험결과물로 시작한다. 작품을 보면 색채가 선명하고 화면의 밀도가 깊다. 형식에서 뿐만 아니라 내용 면에서도 눈물, 인물, 칼, 문자, 어항, 계단, 국기처럼 구체적 형상을 모티프로 한 추상적 이미지로 표현됨으로써 뛰어난 함축성을 품고 있으며 매우 진지하고 깊은 사유를 담고 있다.

### 작품 주제
양대원은 1995년 개인전에부터 지극히 개인적이면서 함축적인 의미를 지니고 있는 짤막한 단어의 전시주제를 제시해왔다. <섬Ⅰ>(1995), <섬Ⅱ>(1998), <외출>(2000), <중독>(2001), <난Ⅰ>(2002), <난Ⅱ>(2003), <푸른 섬>(2006)그리고<의심>(2008)이 그것이다. 이후 2011년부터 2012년 프랑스 노르망디 레지던시 체류 기간을 거치며, 기존의 주제들이 유지되는 한편, 원색적인 요소들이 사라지며, 검정 모노크롬으로 귀결하게 된다.

#### 섬
그에게 ‘그림'은 세상 속에 자신의 정체성을 찾아나서는 긴 여정을 비추는 거울과도 같다. 자신의 작업실을 소재로 한 개인전 <섬>은 세상으로부터 유리된 존재로서의 자신을 하나의 섬으로 상정하고, 그 안에 갇혀 있는 상황설정을 그려냄으로써 세상에 대한 지극히 개인적이고 자의적으로 해석해나갔다. 이것은 세상, 구체적으로 미술계의 상황 속에 ‘자신의 정체성에 대한 객관적인 성찰과 탐구의 시작’을 알리는 중요한 출발점이 된다.

#### 외출
이어서 열린 개인전 <외출>에서 그는 세상으로부터 고립된 생활을 멈추고 다시 소통의 발로를 찾기 위해 작업실 밖으로 외출을 떠난다. 또한 ‘외출’은 이와 같은 주제상의 변화뿐만 아니라, 조형적인 측면에서도 변화를 가져왔는데, 이전의 작업에서 보는 이의 이목을 끌었던 인두질 기법에서 탈피하여, 물감을 칠하면서 견고하고 밀도 높은 화면의 완성도를 유지해 내는 채색기법을 터득해내기도 했다. 이 시기의 작품에서는 탈출구가 없는 섬의 이미지가 사라지고, 공간과 공간 사이를 비집고 나오는 형체가 등장하거나, 세상의 빛을 처음 본 신생아에서 영감을 얻은 도상들이 그가 선택한 ‘세상으로의 외출’을 암시했다.

#### 중독, 난, 푸른섬
세상으로부터의 고립에서 소통을 위한 외출에 이어, 그는 ‘세상에 대한 탐색’을 시작한다. <중독>, <난>, <푸른 섬>이라는 주제로 열렸던 개인전이 이와 같은 과정의 연장선상에 위치한다. 일단 작가는 중립적인 입장에서 사랑, 불신과 복수 등 인간 간의 미묘한 감정의 관계를 탐색해 나가는 과정을 <중독>이라는 주제 아래 보여주었고, 개개인 간의 사적인 감정관계에서 한 걸음 더 나아가 이와 같은 심리적인 상황들을 보다 객관적이고 보편적인 상황에서 탐색하는 과정의 일환으로서 수많은 익명의 인물들이 그림 속에 떼를 지어 등장하는 모습을 <난>에서 표현했다면, <푸른 섬>은 그가 바라본 세상의 모습을 결론짓는 단계와도 같다. 바로 그가 오랜 기간의 침묵과 탐색을 통해 바라본 세상은 ‘독(毒, 전시제목의 ‘푸른’이 상징하는 의미 중 하나)’과 같은 모습을 하고 있는 것이다. 이 시기의 작품들은 철저한 관찰자의 입장을 취하며, 거시적인 관점에서 바라본 세상의 모습을 운동회, 바다, 명화를 모티프로 하여 압축적으로 담아냈다.

#### 의심
의심. 양대원이 세상에 대한 탐색을 마치고 선택한 것은 바로 세상에 대한 의심이다. 세상을 관망하는 소극적인 자세에서 벗어나, 다양한 상황에 대처하는 한 인간으로서, 세상을 끌어안고 그 안에서 적극적으로 사유하기 시작한 것이다. 의심은 이러한 사유의 한 형태를 반영한다. 정체성을 탐구하는 과정 속에서도 ‘화가로서의 나는 누구인가’라는 질문을 시작으로 하여, 자신이 속한 사회에 대한 탐색을 펼쳐나간 과정의 근간에도 결국 이미 그를 둘러싸고 있는 사회(세상)에 대한 의심은 시작되었다고 할 수 있다.

#### 모노크롬 모놀로그
2011년부터 2012년 프랑스 노르망디 레지던시 체류 기간을 거쳐, 양대원의 오랜 브랜드, 동글인 캐릭터가 그간의 작업 연보에서 보여준 요란한 시위와 선명하고 원색적인 호소가 잠잠히 자제된 채, 검정 모노크롬으로 귀결한 이번 신작은 양대원의 내면을 깊이 지배하는 절대적 관념가치와 자기완결성을 향한 관성을 감안할 때 예상 가능한 결론처럼 보인다. 기본 도형을 무수히 변형시켜서 화면 위로 확장해온 그의 오랜 미학적 반복은, 그리드(grid)의 반복으로 회화 언어를 재구성한 몬드리안을 연상할 만하다. 결국 검정 모노톤으로 마감된 절대주의(Suprematism)의 조형 문법과 근접거리에 놓이게 된다. 원형(circle)의 변형으로 해석될 눈물방울의 전면 배치나, 화면의 전체 프레임을 정사각형(square)에 귀결시킨 여러 작품의 구성이 그러하다. 물론 그렇다고 지난 작업이 담아온 분노와 메시지가 사라졌을 턱은 없어서, 화면 위로 작은 단서처럼 남아 있다. 비록 순수 조형이라는 궁극 목표를 지향한 서구의 절대주의와 양대원의 출발선은 서로 달랐어도, 가면 캐릭터와 동글인이 화면에서 축소되고 분노가 눈물방울로 양식화된 것은 작가의 미적 비중이 자기완결성과 새로운 회화 존재론에 대한 고민에 놓여있어서 일 것이다.

## 평론 발췌

### "눈물의 숲에서 붉은 벽을 바라보다" 2008, 황정인-사비나미술관큐레이터
양대원의 회화가 동시대 작가들의 그것과 차별화 될 수 있는 부분은 바로 주제, 구성, 기법이라는 회화적 요소가 적절하게 어우러져 있어서 작품의 뚜렷한 정체성을 형성한다는 점이다. 작가로서의 실존적인 측면이 사회를 소재로 한 작품의 주제의식과 굉장히 밀접한 관련을 맺고 있어서 작품에 대한 심리학적, 사회학적 고찰을 가능하게 하는 점, 추상회화의 단순하고 상징적인 표현을 유지하면서도 개성강한 인물상을 창조하여 형상성을 갖추고 있다는 점, 회화의 평면성을 유지하면서도 물성에 대한 이해를 바탕으로 독특한 기법을 구사해내고 있다는 점에서 그렇다. 이것은 곧 작품에 대한 다각적인 해석을 가능하게 한다는 장점으로 이어진다. 즉 양대원의 회화는 동시대 미술에 대한 해석의 즐거움을 안겨준다. 그의 회화는 매너리즘에 빠진 기법위주의 회화로 전락하거나, 주체의식이 결여된 채 특정 국가의 회화적 추세에 편승하여 나아갈 길을 찾지 못하는 위험에 빠져 있는 요즘의 회화적 동향에서 멀리 떨어져 있다. 주제와 표현에 대한 철저한 인고의 과정을 거쳐 자신만의 어법을 확실하게 확립하여 구사하는 단계에 올라, 이제는 여기에 시대의 이야기를 자연스럽게 담아내는 여유가 생긴 것이다.
시대의 흐름을 철저한 작가적 시각을 유지하여 바라보고, 이것을 조형방식으로 담아내고 해석해내는 것이야 말로 시대정신이 살아있는 미술, 동시대 미술이라고 할 수 있을 것이다. 작가란 묵묵히 시간의 변화에 순응하면서 점차 두터워지는 경험의 층위를 통해 보이는 세상의 모습을 자연스럽게 담아내는 사람이라는 말에 동의한다면, 양대원이야말로 가장 부지런하고 성실하게 이 과정을 밟아 나가고 있는 작가 중의 한 사람일 것이다.

### "신종 단색조 독백의 회귀" 2013, 반이정 - 미술평론가
양대원의 작품이 손쉽게 각인된 까닭은 그의 브랜드가 이목구비를 갖춘 캐릭터였던 데 있을 것이다. 동글인으로 명명된 캐릭터는 작업 동력의 3요인(분노, 위장, 자기 완결성) 가운데 분노의 메시지를 위장의 제스처로 전달하는 매개체였다. 그렇지만 이 분노의 메시지를 표현하는 가면의 사내는 자기 완결성을 지향하는 양대원의 기질과 더러 충돌하는 것 같았다. 동글인 캐릭터의 강인한 인상 탓인지, 전달하려는 메시지를 오히려 교란하는 역효과도 있는 것 같다. 이런 저런 여건을 따져보면 3가지 창작 동력 가운데 자기 완결성에 대한 작가의 강박은 다른 무엇보다 선행적이고 압도적이다.

## 작가 약력

#### 주요 전시회
2019 2019 부산국제화랑아트페어 보관됨 2019-07-30 - 웨이백 머신, 박여숙화랑, 부산
2019 화랑미술제 보관됨 2019-07-30 - 웨이백 머신 Solo Show, 어반아트, 서울
2016 密語, 동산방갤러리, 서울
2015 검은별, 갤러리담, 서울
2014 의심-오래된 눈물, 갤러리희, 경남 양산
2013 오래된 눈물, 사비나미술관, 서울
2012 오래된 눈물, Usine Utopik, 노르망디, 프랑스
2010 의심Ⅱ, 동산방갤러리, 서울
2009 10년 전의 일기를 꺼내어, 웨이방갤러리, 서울
2008 의심, 사비나미술관, 서울
2007 서울 화인 아트쇼-한국미술 현장과 검증, 예술의 전당, 서울
제1회 인사미술제-단순과 복잡, 동산방화랑, 서울
2006 푸른섬, 사비나미술관, 서울
가일미술관, 경기도 가평
2004 양대원, 가 갤러리, 서울
2003 난II, 사비나미술관, 서울
2002 난I, 대북 국제예술촌(Taipei Artist Village), 타이페이, 대만
2001 중독, 갤러리사비나, 서울
2000 외출, 금호미술관, 서울
1998 섬II - 제3회 공산미술제 수상작가 초대전, 동아갤러리, 서울
1995 섬I, 청남 아트갤러리, 서울
1993 그림일기, 제3갤러리, 서울
1991 새, 세종대학교 과학관 106호, 서울

### 주요 수상
1996 제3회 공산미술제(동아그룹) - 우수상
2004 제4회 송은미술대상전 보관됨 2019-07-30 - 웨이백 머신(송은문화재단) - 미술상
2005 제24회 대한민국미술대전 - 비구상부문
제27회 중앙미술대전 선정작가
외 다수의 공모전 수상

### 레지던시
2013 “Sandarbh Artist Workshop”, 인도
2012 “Tâches-Tâches” 국제 심포지움, 노르망디, 프랑스
“With Artist - Usine Utopik”, “Usine Utopik” 레지던시프로그램, 노르망디, 프랑스
2002 “Taipei Artist Village” 레지던시 프로그램, 타이페이, 대만

### 소장처
국립현대미술관(미술은행)
경기도미술관
광주시립미술관
경기문화재단
송은문화재단
사비나미술관
금호미술관
아라리오미술관
동산방화랑
(주)림스코 등